# 陳四源
清朝乾隆初年，粵人陳曰勳自廣東省陸豐縣八萬鄉原籍攜妻及二子廣文、廣賢移居台灣，先住竹塹樹林頭，後移大湖口，以耕種為業。陳廣文之子陳乾興，生下四男，勝國、勝泰、勝民、勝安，均能發皇祖業，後並捐良田十餘甲，作為祭祀公業。後人感念，號為「陳四源」。
1794年（乾隆五十九年），陳乾興四十六歲，時有竹塹屯番錢子白，招募漢人開墾，陳乾興與陸豐人徐翼鵬、彭朝達、葉韶任等，合力墾批南勢、和興、王爺壟、崩坡缺、波羅汶、四腳亭等地，事見新竹縣志沿革篇。當時陳乾興向番人承購荒地，自湖口沙壩園直透南勢角、波羅汶七十餘甲，並在靠南勢溪土地興建房屋。1908年（光緒三十四年）改建為祠堂（客語稱「公廳」），此為「陳四源」開台發祥之地。
為紀念祭祀陳乾興公及歷代祖先，成立「祭祀公業陳乾興公」，並設有管理委員會。陳四源祠堂（陳四源公廳），位於新竹縣湖口鄉湖南村15鄰乾興路（原「南和路」）180巷5號。